# Мелю (король Арморики)
Мелю (брет. Meliau; 470 — ?) — старший сын и наследник (с 501) короля Арморики Будика I.
Мелю был хорошим правителем, который правил мудро и справедливо. Его младший брат, Ривал, однако, был совсем другим. Отношения между братьями были напряженными. Однажды их спор настолько накалился, что Ривал ударил Мелю, после чего правитель скончался. Наследником Мелю стал его сын Мелор, который был ещё ребёнком.